# ピエール・コルネイユ
ピエール・コルネイユ（Pierre Corneille, 1606年6月6日 - 1684年10月1日）は、17世紀フランス、古典主義の時代の劇作家で、ラシーヌ、モリエールと並び称される。
代表作の悲劇『ル・シッド』（1637年）により名声を博すが、古典主義で重要視された三一致の法則に従っていないとして非難も浴びた。
彼の肖像はかつて、フランスの100フラン紙幣に描かれていた。

## 生涯

### 初期
コルネイユはルーアンで生まれた。父親は小官吏のピエール・コルネイユ、母親はマルト・ル・パサン。厳格なイエズス会の教育を受け、18歳になると法律を学び始め、法職に就くが成功はしなかった。父親はコルネイユをルーアンの役所に入れた。
コルネイユは余暇を利用して最初の戯曲を書いたが、それが何なのかは正確にはわかっていない。わかっているのは、1629年に喜劇『メリット』 Mélite を書いて、旅芸人一座のところに持って行ったということだ。それは気に入られ、一座のレパートリーとなった。それがパリで成功すると、コルネイユは定期的に劇を書き出した。同年、パリに移り、フランス演劇界の人気劇作家の一人になった。『メリット』など彼の初期の喜劇は、流行の先端をゆくパリっ子たちの言葉遣いやマナーを反映させていて、それまでの伝統的なフランスの笑劇とはまったくかけ離れたものだった。
コルネイユは自身の喜劇のバラエティを「紳士階級の会話の1枚の絵」と語った。そして、1635年、彼は最初の悲劇『メデ』 Médée （19歳年下の弟で劇作家のトマ・コルネイユ Thomas Corneille は、1693年初演のシャルパンティエ作曲の同名歌劇の台本も手掛けている）を書いた。

### 5人の詩人の会
1634年、コルネイユはさらなる注目を集めた。リシュリュー卿がルーアンを訪問することになり、コルネイユはそのための詩を書くことになったのだが、その詩がリシュリュー卿に気に入られ、リシュリューはコルネイユを「5人の詩人の会」 Les Cinq Auteurs の一人に選んだ。ちなみに他の4人は、ギヨーム・コルテ、フランソワ・ル・メテル・ド・ボワロベール、ジャン・ロトルー、クロード・ド・レストワールだった。
この5人は、美徳を高める新しい劇を望むリシュリューのヴィジョンを実現するために選ばれた。リシュリューがアイディアを提示し、それを5人は劇の形にするのである。だが、リシュリューの要求はコルネイユにはあまりに制限が多すぎた。コルネイユは、リシュリューが線引きした境界の外側に活路を見いだそうとした。当然、雇い主と雇われ作家の間に確執が生じた。最初の契約期間が過ぎた後、コルネイユは会を去り、ルーアンに戻ることにした。

### 『ル・シッド』論争
その翌年、コルネイユは彼の代表作といえる『ル・シッド Le Cid 』を書いた。元になったのはスペインの劇作家ギジェン・デ・カストロ・イ・ベルビス（1569年 - 1631年）の書いた『シッドの青春』Mocedades del Cid（1621年。一説には1599年とも）で、中世スペインの武人ロドリゴ・ディアス・デ・ビバール（エル・シッド）の伝説に基づいている。
1637年のオリジナルの版では「悲喜劇」という副題がついていた。古典的な悲劇/喜劇の区分けを意図的に無視した、という表明だった。『ル・シッド』は記録的な大ヒットとなった。しかし、激しい批判の的となった。俗に言う『ル・シッド』論争である。リシュリュー卿のアカデミー・フランセーズは劇の成功は認めはしたが、その劇には劇の鉄則から外れていると主張した。劇の鉄則である「時・場・筋の三一致の法則」（劇は1日の間、1つの場所で、1つの行為だけで完結しないといけない）が守られていないというのである。まったく新しい形式の『ル・シッド』は、国家が文化活動を支配しているという主張の具現化でもあった。リシュリューはアカデミーに、これまで通り、フランス語を純化・統一させる一方で、『ル・シッド』の分析を命令した。
一方で、ヒロインの行動が不道徳だと、パンフレットによる糾弾キャンペーンも繰り広げられた。こうした攻撃は、劇場は道徳的教育の場であるという古典的な理論に基づいたものだった。『ル・シッド』に対してのアカデミーの勧告は、ジャン・シャプランの本『悲喜劇ル・シッドに対するアカデミー・フランセーズの意見』Sentiments de l'Académie française sur la tragi-comédie du Cid（1638年）に詳しい。また、著名な作家ジョルジュ・ド・スキュデリーは『ル・シッドについての批判』Observations sur le　Cid（1637年）という劇の中で厳しい批判を行った。
もはや論争が手には負えないものになり、コルネイユはルーアンに戻ることにした。彼が作品の不評のたびに筆を折ることはしばしばだったが、この時がその最初だった。

### 『ル・シッド』論争への返答
コルネイユが劇作に復帰したのは1640年のことだった。『ル・シッド』論争で、コルネイユは、古典的な劇のルールに細心の注意を払うことにした。その証拠はさっそく作品に現れる。『オラース』 Horace （1640年。リシュリューに献呈）、『シンナ』 Cinna （1641年）、『ポリウクト』 Polyeucte （1643年）はいずれも古典的な悲劇だった。この3作と『ル・シッド』は、一般にコルネイユの四大悲劇と呼ばれている。さらにコルネイユはアカデミーの批判に応えるため、三一致の法則に近づけた『ル・シッド』の複数の改訂版（1648年、1660年、1682年）も作った。そこにはもう「悲喜劇」の副題はついておらず、代わりに「悲劇」となっていた。
1640年代中頃には、コルネイユは絶大な人気を誇るようになっていて、最初の戯曲集も出版された。1641年にはマリー・ド・ランペリエールと結婚、7人の子供をもうけた。1640年代の中頃から後半にかけて、コルネイユは多くの悲劇を書いた。『ポンペイの死』 La Mort de Pompée （1644年初演）、『ロドギューヌ』 Rodogune （1645年初演）、『テオドール』 Theodore （1646年初演）、『エラクリウス』 Héraclius （1647年初演）。さらに喜劇も1本書いている。『嘘つき男』 Le Menteur （1644年）である。
1652年、『ペルタリト』 Pertharite が不評で、落胆したコルネイユは再び筆を断った。
その代わり、トマス・ア・ケンピスの『キリストに倣いて』の翻訳に没頭し、それは1656年までかかった。
コルネイユが劇作に戻ったのは、1659年になってからで、その時書かれた『エディップ』 Oedipe はルイ14世に大変気に入られた。その翌年、『劇的詩に関する3つの会話』Trois discours sur le poème dramatique という本を出した。この本は『ル・シッド』論争に対する返答のように見える。本の中で、彼は古典劇の鉄則の重要性を説きながら、同時に『ル・シッド』でその鉄則を破ったことを正当化している。彼はこう主張する。三一致の法則のよりどころであるアリストテレスの劇の指針はけっして文字通りに読むものではない、解釈は自由である。古典劇の鉄則は確かに間違ってはいないが、だからといって、スタイルの革新を専制的に抑圧すべきではない、と。

### その後の作品
復帰後のコルネイユは矢継ぎ早に作品を発表した。1659年以降の14年間、1年に1本のペースだった。しかし初期作品ほどのヒットはなかった。そのうち、他の作家たちが人気を得はじめた。1670年、コルネイユはライバルのジャン・ラシーヌと同じ題材の劇を競作した。もっとも、二人とも競作になることは知らなかった（そうでないという説もある）。
同年11月、両者の劇が相次いで上演されたが、コルネイユの『ティトとベレニス』はラシーヌの『ベレニス』に完敗した。モリエールもまた当時の人気劇作家だが、そのモリエール（ならびにフィリップ・キノー）の協力を得て、コルネーユは喜劇『プシシェ』 Psyché （1671年）を発表した。しかし、復帰後コルネイユが手がけた作品のほとんどは悲劇だった。『金羊毛』 La Toison d'or （1660年）、『セルトリユス』 Sertorius （1662年）、『オトン』 Othon （1664年）、『アジェジラス』 Agésilas （1666年）、そして『アッティラ』 Attila （1667年）。
コルネイユの最後の作品は悲劇『シュレナ』 Suréna （1674年）である。この後、彼は劇作から引退し、パリの自宅で亡くなり、サン・ロックに埋葬された。記念碑が建てられたのは1821年になってからだった。

## 主な日本語訳
- 『コルネイユ名作集』白水社、1975年
岩瀬孝・伊藤洋・伊地智均・竹田宏・皆吉郷平 訳
「舞台は夢」「ル・シッド」「オラース」「シンナ」「ポリュークト」「嘘つき男」「ロドギュンヌ」「ニコメード」収録の他、「ル・シッド論争」を収録
- 『コルネイユ喜劇全集』 持田坦 訳、河出書房新社、1996年
「メリットあるいは偽手紙」「未亡人あるいは裏切られた裏切男」「裁判所廊下あるいは恋仇の女友達」「侍女」「王宮広場あるいはとてつもない恋人」「芝居の幻影」「嘘つき男」「続・嘘つき男」全8篇を収録
- 『ポリウクト』 木村太郎 訳、岩波文庫、1928年
- 『嘘つき男』 岩瀬孝 訳、岩波文庫、1958年、復刊1989年
- 『嘘つき男・舞台は夢』 岩瀬孝・井村順一 訳、岩波文庫、2001年
- 『ル・シッド』 鈴木暁 訳註、大学書林、2008年。対訳テキスト
- 『ル・シッド』高橋昌久 訳、京緑社、2020年。

## 研究書
- 『コルネイユの劇世界』 小倉博孝 著、上智大学出版(ぎょうせい 発売)、2010年

## 原作
- プシシェ
  - リュリ作曲：歌劇《プシシェ》Psyché (1678年／トマ・コルネイユ台本)
- ペルタリト Pertharite
  - ヘンデル作曲：歌劇《ロデリンダ》Rodelinda (1725年／ニコラ・フランチェスコ・ハイム台本)
- テオドール Théodore
  - ヘンデル作曲：オラトリオ《テオドーラ》Theodora (1750年／トマス・モレル台本)
- シンナ
  - モーツァルト作曲：歌劇《皇帝ティートの慈悲》La clemenza di Tito (1791年／ピエトロ・メタスタージオ台本)
- ル・シッド
  - ジュール・マスネ作曲：歌劇《ル・シッド》Le Cid (1885年)
- ポリュークト
  - シャルル・グノー作曲：歌劇《ポリュークト》Polyeucte
  - ガエターノ・ドニゼッティ作曲：歌劇《殉教者たち》Les martyrs
  - ドニゼッティ作曲：歌劇《ポリウート》Poliuto